# Verrone
Verrone (Vron in piemontese) è un comune italiano di 1 152 abitanti della provincia di Biella in Piemonte. Dista circa 8 chilometri dal capoluogo ed è dotato di un aeroporto che però giace in buona parte sul territorio del comune limitrofo di Cerrione.
Vi si trova anche uno stabilimento della Stellantis.

## Origini del nome
Dal patronimico Veronus / Verronius / Vevronus, latinizzazione del patronimico antico-tedesco Avario derivato dalla radicale celto-ligure *aar / *awa, acqua, cui potrebbe essere connessa un'altra base celtica *uer, sopra (Germanico: *uberi; Latino: super). Cfr. l'iconografia di san Verono dove il santo fa scaturire con il suo bastone l'acqua (*aar- / *awa-) da un pendio (*uer-).

## Storia

### Simboli
Lo stemma e il gonfalone del comune di Verrone sono stati concessi con decreto del presidente della Repubblica del 4 maggio 1953.
Stemma
Gonfalone
Lo stemma si rifà al blasone della famiglia Vialardi (d'oro, alle due bande di rosso; col capo cucito d'oro, carico dell'aquila coronata, di nero) che ebbe in feudo il territorio.

## Monumenti e luoghi d'interesse

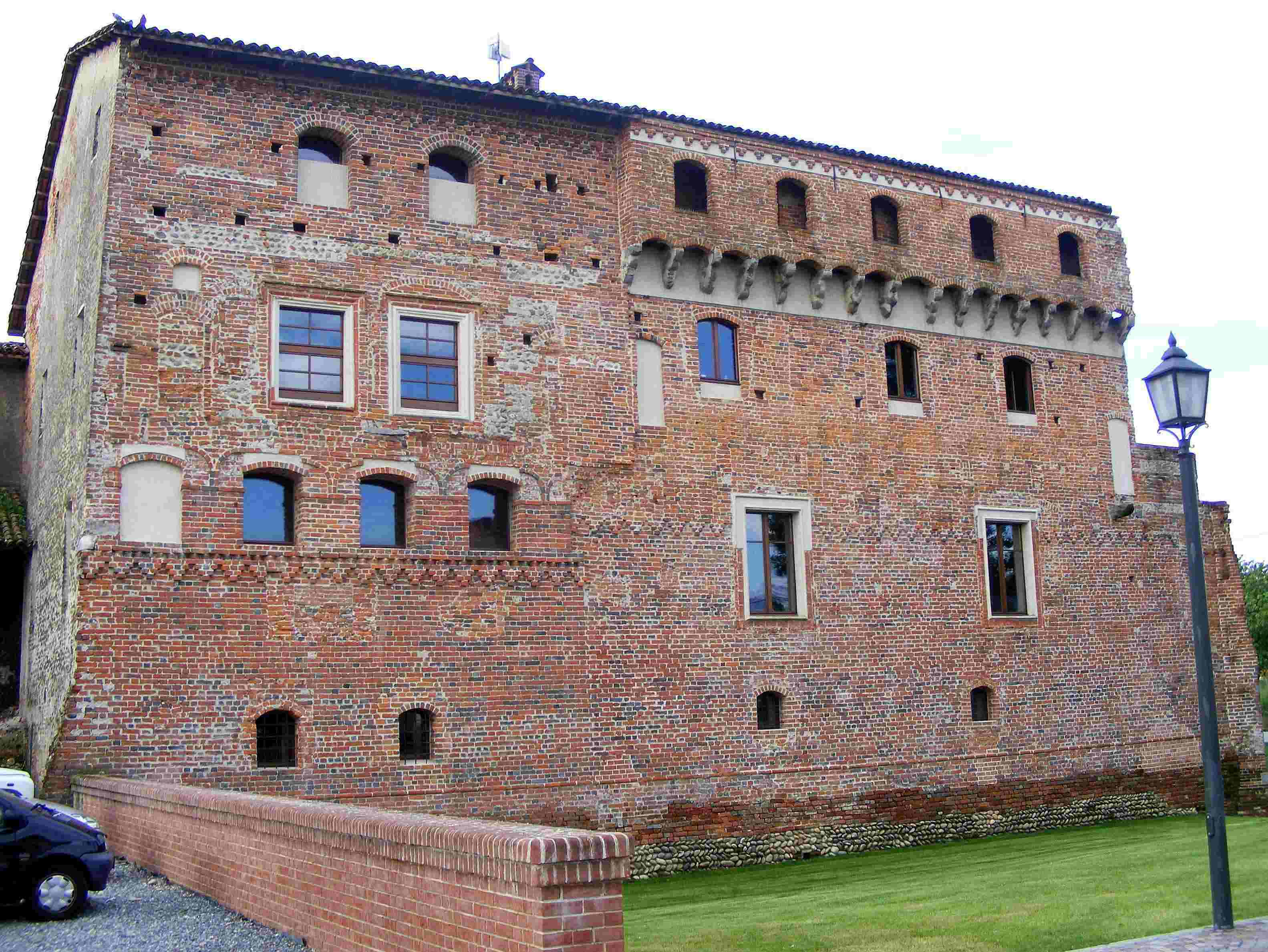
Il castello visto da nord

- Castello medioevale (anche sede del Falseum);
- parrocchiale di San Lorenzo: venne costruita tra il VI e il X secolo con la funzione di rettoria della pieve di Salussola e fu poi restaurata all'inizio del Cinquecento. Il portico esterno risale invece al XVIII secolo. Al suo interno conserva affreschi di epoca rinascimentale e una pregevole vetrata (Adorazione dei Magi) attribuita al ginevrino Pietro Vaser.[6]
- Riserva naturale orientata delle Baragge

## Società

### Evoluzione demografica
Abitanti censiti

## Economia

### Lo stabilimento di Verrone

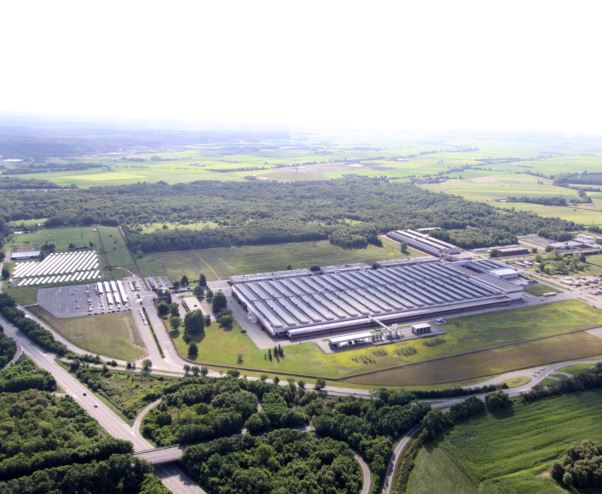
Stabilimento di Verrone - foto aerea

Lo stabilimento, dedicato alla produzione meccanica di cambi, è stato per Lancia il quarto a sorgere in ordine di tempo dopo Borgo San Paolo (1911), Bolzano (1937) e Chivasso (1962) e tuttora l'unico presente in territorio Biellese. Venne inaugurato in tempi rapidissimi nella primavera del 1974 rappresentando sicuramente un investimento importante per il distretto Biellese, a vocazione più che altro tessile
Ecco in breve gli eventi più rappresentativi per la storia produttiva dello stabilimento:
- 1974 – Inizio produzione (Cambio per Lancia Beta e Fulvia)
- 1979 – L'ingresso nel gruppo Fiat
- 1984/1985 – Lancio di nuovi prodotti e aumento di produzione
- 1996 – Inizio produzione cambio C530 per Lancia Thema, Fiat Croma e Alfa Romeo 164
- 1999 – Termine di produzione di componentistica meccanica diversa da trasmissioni
- 2000 – Nascita Joint Venture tra Fiat e GM Powertrain
- 2005 – Nascita della Società Fiat Powertrain Technologies
- 2009 – Inizio produzione cambio C635 (DDCT e MT)

Tra i modelli di cambi, oltre all'attuale C635, sono stati prodotti, tra gli altri, i cambi Gamma, Beta, C503 e C530.
Lo stabilimento è incastonato all'interno della Riserva naturale orientata delle Baragge e ha come sfondo l'arco montuoso delle Alpi biellesi; non a caso, nel 2010, anno mondiale della Biodiversità, lo stabilimento è stato scelto per l'applicazione del Fiat Biodiversity Value Index, un progetto che oltre ad evidenziare come l'area sia caratterizzata da una biodiversità in buone condizioni, ha permesso una conoscenza approfondita delle specie animali e vegetali presenti nelle Baragge.

## Amministrazione

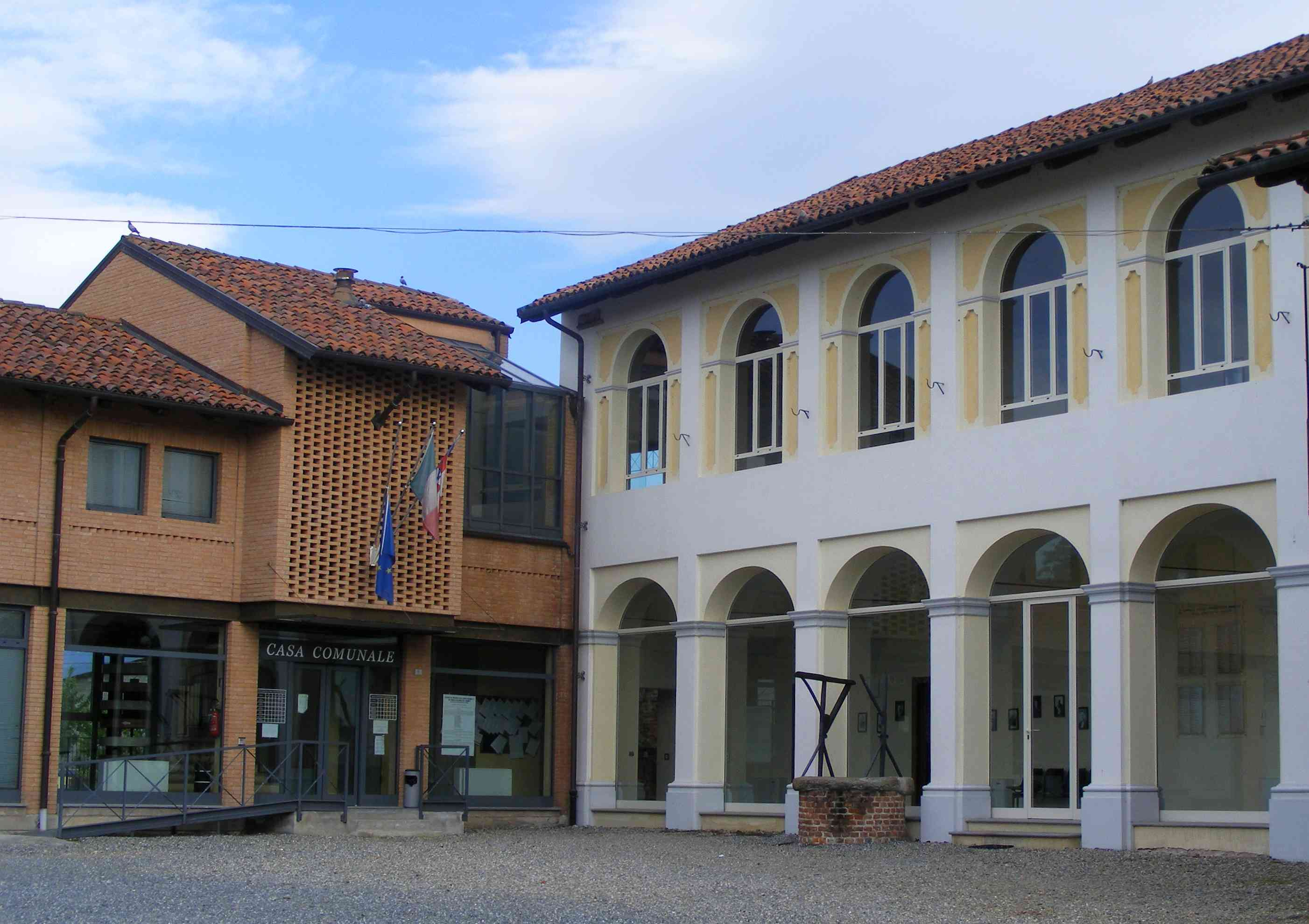
Il municipio

Di seguito è presentata una tabella relativa alle amministrazioni che si sono succedute in questo comune.
| * | Sindaci eletti dal Consiglio comunale e non dai cittadini (1946-1995). |

| Periodo | Periodo   | Primo cittadino  | Partito                     | Carica  | Note       |
| ------- | --------- | ---------------- | --------------------------- | ------- | ---------- |
| 1995    | 1999      | Silvia Nuccio    | lista civica                | Sindaco | *          |
| 1999    | 2004      | Marco Turotti    | lista civica                | Sindaco | [ 8 ]      |
| 2004    | 2009      | Marco Turotti    | lista civica                | Sindaco | 2º mandato |
| 2009    | 2014      | Cinzia Bossi     | lista civica Verrone domani | Sindaco | [ 8 ]      |
| 2014    | 2019      | Cinzia Bossi     | lista civica Verrone domani | Sindaco | 2º mandato |
| 2019    | 2024      | Cinzia Bossi     | lista civica Verrone domani | Sindaco | 3º mandato |
| 2024    | in carica | Gian Luca Bazzan | lista civica Verrone domani | Sindaco | [ 8 ]      |